# Martin Hindorff
Martin Hindorff, född 30 mars 1897 i Nyköping, död 5 mars 1969 i Stockholm, var en svensk seglare.
Han seglade för KSSS. Han blev olympisk guldmedaljör i Los Angeles 1932.